# Le Dorat
 Le Dorat  (en occitano Le Daurat) es una población y comuna francesa, situada en la región de Lemosín, departamento de Alto Vienne, en el distrito de Bellac y cantón de Le Dorat. El gentilicio francés es dorachon.

## Historia

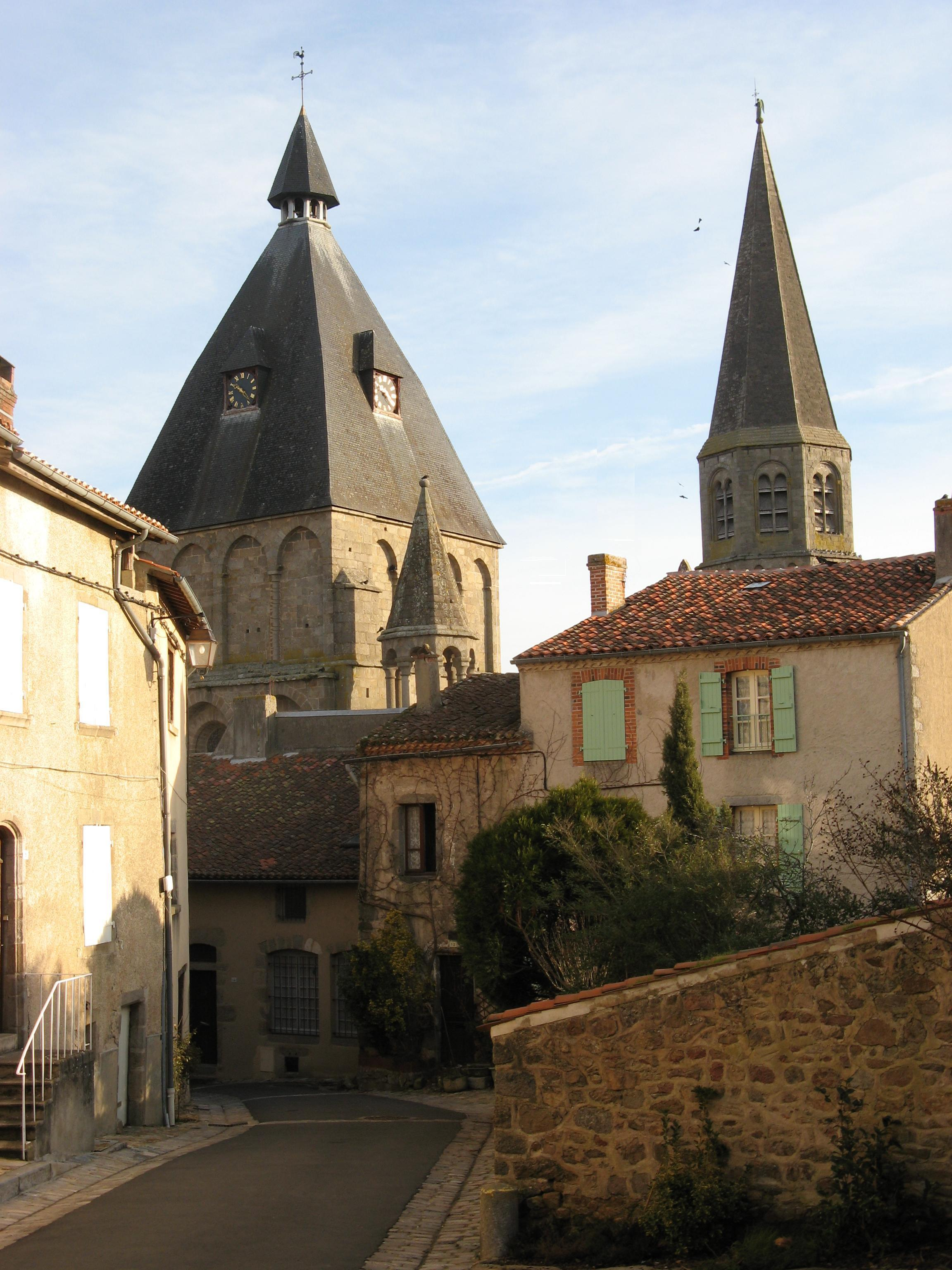
Colegiata de Le Dorat.

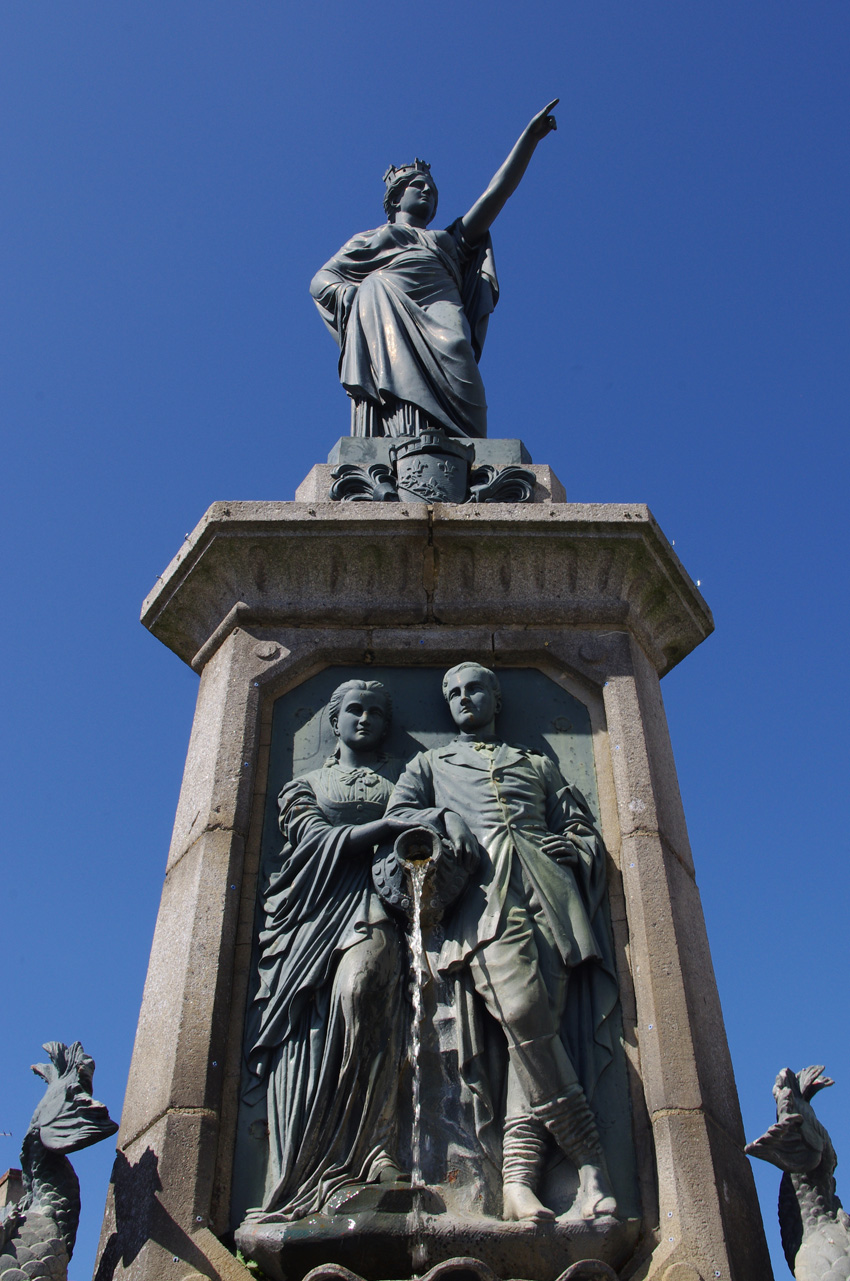
La fuente Lapayrière de Dorat, obra de Pierre-Amédée Brouillet (Haute-Vienne), 1872. La estatua, representa a la villa, señalando con la mano el origen de las mismas en Pierres-Blanches.

La ciudad fue fundada como Scotorum en el año 950, donde un grupo de misioneros construyeron una iglesia dedicada a San Miguel. Veinte años después Boson El Viejo construyó una capilla. El conjunto, que llegó a ser colegial, se incendió y fue reconstruido en el 1060, y fue ampliándose hasta el siglo XIII. En el siglo XI se construyó el castillo de Le Dorat sobre una colina que domina la población, desaparecido durante las Guerras de Religión. Sobre las ruinas existe actualmente un jardín de propiedad pública.
Entre 1356 y 1423 Le Dorat cambia de manos continuamente cada cierto tiempo. Ante las amenazas continuas, el abad Guillaume l`Hermite manda fortificar todo su perímetro, y se construye una torre fortificada sobre la capilla de Saint Pierre.
El 2 de noviembre de 1567, con motivo de las Guerras de Religión, una tropa de 15.000 hombres toma el pueblo; capturan a 400 hombres y toman posesión de 3.600 libros. El pillaje de las tropas dura 4 días, saqueándose la iglesia y desapareciendo sus reliquias y ornamentos.
En 1561 se le concede a Le Dorat un partido judicial y la capitalidad de la región de Basse-Marche. En 1572 la iglesia de San Miguel pasa a ser la sede del priorato de Dorat.
En 1624 tres religiosos benedictinos de la Trinité de Poitiers fundaron lo que sería en 1656 una escuela pública y gratuita. Se transformó en un seminario que desapareció tras las revueltas de 1906.
Hoy en día el principal atractivo turístico y monumental de la población es la vieja iglesia de San Miguel.

## Fiestas
Se celebran las fiestas de Les Ostensions de Saint Israël et Saint Théobald, folklóricas y religiosas, en las que destacan los desfiles.

## Ciudades hermanadas
- Santillana del Mar (España): es gracias a los intercambios entre estudiantes franceses y españoles llevados a cabo por los profesores Annick Beaulieu en Le Dorat y Miguel Izquierdo en Santillana del Mar que este hermanamiento comienza y se oficializa en 1986 con la firma de los alcaldes Bertrand Clisson en Le Dorat y Antonio Sandi en Santillana.

## Demografía
| 2499 | 2497 | 2425 | 2338 | 2203 | 1963 | 1828 |
| Para los censos de 1962 a 1999 la población legal corresponde a la población sin duplicidades (Fuente: INSEE [Consultar]) |      |      |      |      |      |      |